# エッジワイズ法
エッジワイズ法（エッジワイズほう、Edgewise technique）とは、歯の矯正治療法のうちマルチブラケット法の一つ。Angle.E.H. によって1928年から1929年にかけて発表された装置がその基礎であると言われている。
エッジワイズ法は、現代の矯正治療の主流をなすものであり多数の変法が存在するが、その代表的なものとして、Tweed法、Bull法などが挙げられる。そして、ブラケットにさまざまな情報を組み込んだストレートワイヤー法へ発展している。